# Wielki Budda z Leshan
Wielki Budda z Leshan (chiń. upr. 乐山大佛; chiń. trad. 樂山大佛; pinyin Lèshān Dàfó) – posąg Buddy w pobliżu miasta Leshan w chińskiej prowincji Syczuan. Mierzy 71 metrów wysokości, co czyni go jednym z największych posągów Buddy na świecie. W 1996 roku został wraz z pobliską górą Emei wpisany na listę światowego dziedzictwa UNESCO.
Budowę posągu rozpoczęto w 713 roku staraniem buddyjskiego mnicha Haitonga. Posąg zaprojektowano tak, aby stał na zboczu i zwrócony był twarzą do zlewiska rzek Dadu He i Min Jiang. Dawniej znajdowało się w tym miejscu naturalne podwodne zapadlisko, wywołujące nieprzychylne rybakom prądy rzeczne. W zamyśle Haitonga posąg miał ochraniać łodzie rybackie przed zatonięciem. W istocie odłamki skalne, odłupywane w trakcie trwającej 90 lat budowy, zasypały zapadlisko, skutkiem czego nurt rzeki stał się spokojniejszy.
Obecnie posągowi zagraża przyroda – wody rzeki erodują skałę i władze chińskie obawiają się zawalenia posągu. Rzeźba powoli pokrywa się także roślinnością – rosną na nim mchy i paprocie. Posąg cierpi także z powodu zanieczyszczenia środowiska – kwaśnych deszczów przyczyniających się do erozji piaskowca, z którego wykonany jest posąg. Stąd podejmowane są starania w celu ustanowienia w okolicy posągu strefy ochronnej.

## Grafika

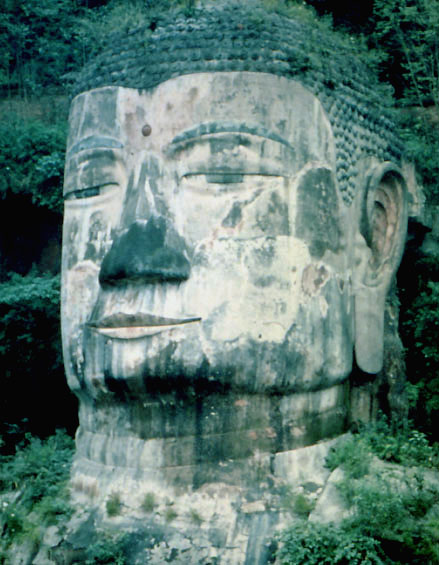
Głowa Buddy
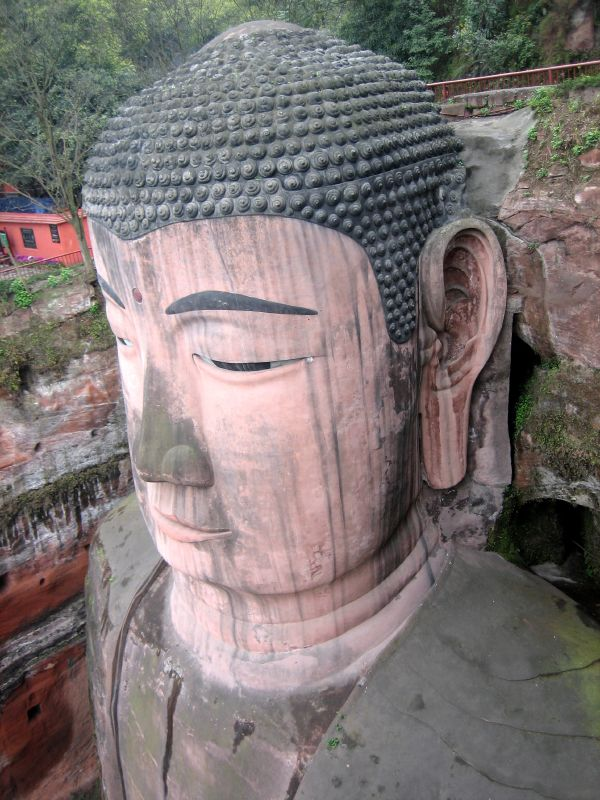
Głowa Buddy
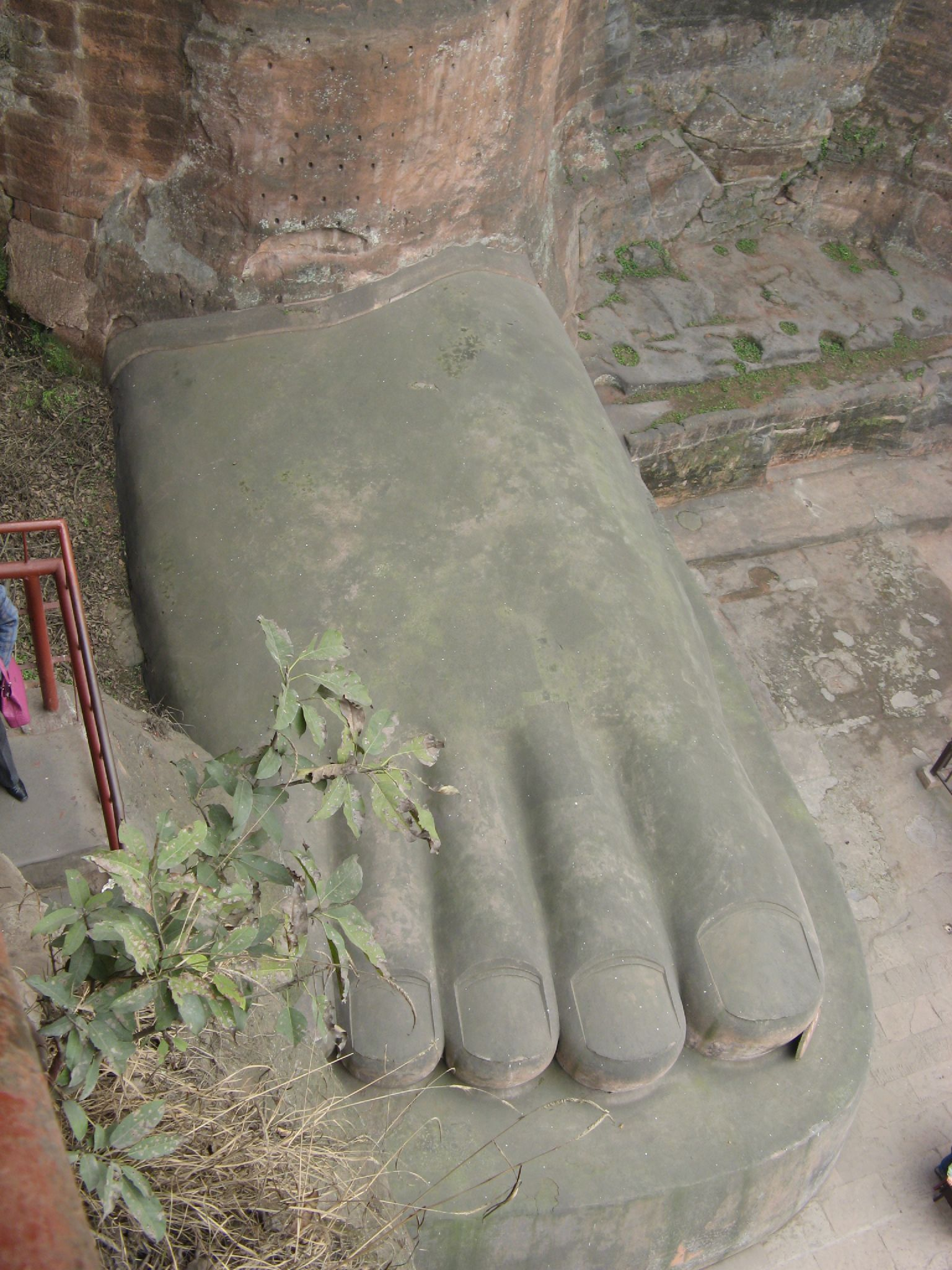
Stopa Buddy